# GSC3977-1968
GSC3977-1968 — хімічно пекулярна зоря спектрального класу A3, що має видиму зоряну величину в смузі V приблизно  9,8.